# Friedrich Benary

Chargierte Lausitzer, sitzend der Senior Benary (WS 1904/05)

Friedrich Rudolf Victor Benary (* 29. Dezember 1883 in Erfurt; † 2. November 1914 in Breslau) war ein deutscher Historiker.

## Leben

### Familie
Benary war Enkel des jüdischen Gartenbauunternehmers Ernst Benary. Sein Vater John Benary führte das Unternehmen weiter und konvertierte 1879 zum Protestantismus. Er war Kunstsammler,  Kommerzienrat und Stadtverordneter in Erfurt. Seine Frau war die Engländerin Leonora Birkett (1858–1929), deren Vater Geistlicher der Church of England in South Oxfordshire war. Ihre Mutter entstammte der Linie Eduards II.

### Werdegang
Friedrich Benary besuchte das Gymnasium in Erfurt. Er war ein Bruder von Heinrich Benary und Wilhelm Benary. Er studierte ab 1903 in Leipzig zunächst Kameralistik, dann Geschichte an der Universität Leipzig. Er war erfolgreicher Senior im Corps Lusatia Leipzig und focht 15  Mensuren. Als Inaktiver wechselte er zum Sommersemester 1905 an die Universität Rostock, an der er vom 13. Mai 1905 bis zum 24. September 1910  immatrikuliert war. 1910 wurde er zum Dr. phil.  promoviert. Als Einjährig-Freiwilliger diente er im  Magdeburgischen Dragoner-Regiment Nr. 6, das in der Festung Mainz stationiert war. Als Privatgelehrter in Erfurt widmete er sich der Geschichte des alten Stadtstaates Erfurt, dessen staatsrechtlicher Stellung zu Kurmainz und den daraus erwachsenen Konflikten. Im Verein für die Geschichte und Altertumskunde von Erfurt setzte er sich mit verschiedenen Lehrmeinungen über die geistigen Strömungen an den  Mittelalterlichen Universitäten, besonders denen an der damaligen Universität Erfurt, auseinander. Die beabsichtigte Habilitation scheiterte mit dem Ausbruch des Ersten Weltkrieges. Er wurde 1914 als Vizefeldwebel, dann als Leutnant der Reserve im Jäger-Regiment zu Pferde Nr. 6 an der Ostfront eingesetzt. Am 18. Oktober 1914 vor Warschau  schwer verwundet, starb er mit 30 Jahren in einem Lazarett in Breslau.
Seine Eltern und die Universität Rostock gründeten die Dr. Friedrich-Benary-Stiftung für junge Historiker. Sie förderte Hermann Reincke-Bloch und Alfred Overmann. Der von Overmann herausgegebene Nachlass Benarys wird in der Bibliothek des Stadt- und Verwaltungsarchivs Erfurt verwahrt.

## Auszeichnung
- Eisernes Kreuz II. Klasse (1914)[6]

## Werke
- Die Vorgeschichte der Erfurter Revolution von 1509. Ein Versuch. Teil 1: Bis zu den Friedenschlüssen von Amorbach und Weimar. MVGAE 32 (1911), S. 1–129.
- Zur Geschichte der Stadt und der Universität Erfurt am Ausgang des Mittelalters, hg. von Alfred Overmann, Gotha 1919.[11]